# Neyrpic
Neyrpic is een voormalige Franse industriële groep, die was gevestigd in Grenoble. Het bedrijf produceerde vooral hydraulische en mechanische installaties, zoals turbines. Daarnaast bouwde het bedrijf veel kabelbanen, aanvankelijk vooral in de Alpen, maar later ook elders, zoals in Le Havre en in Nederland waar ze gebruikt zijn bij de Deltawerken.

## Ontwikkeling
Het bedrijf begon in 1854 als constructiebedrijf Neyret Beylier dat al snel ook kabelbanen ging produceren. In 1876 werd het bedrijf omgedoopt tot Brenier & Neyret (later na een fusie Neyret-Brenier & Cie) waarmee de productie werd uitgebreid met stoomketels en turbines voor waterkrachtcentrales. Er volgde weer een fusie, dit keer met de Piccard & Pictet uit Genève, tot Neyret Beylier & Piccard Pictet, waaruit in 1948 de naam Neyrpic voortkwam. Aan het eind van de Tweede Wereldoorlog had het bedrijf 1.200 medewerkers.
Het bedrijf richtte zich in toenemende mate op kabelvervoer voor reizigers en ontwikkelde onder meer de Pic (du Lac) Blanc-kabelbaan op de Alpe d'Huez. Het personeelsbestand van Neyrpic liep wereldwijd op tot ongeveer 10.000.
In 1967 ging Neyrpic deel uitmaken van de Alsthom-groep, het latere Alstom, dat zich toelegt op productie en onderhoud van spoormaterieel.

## Nederland

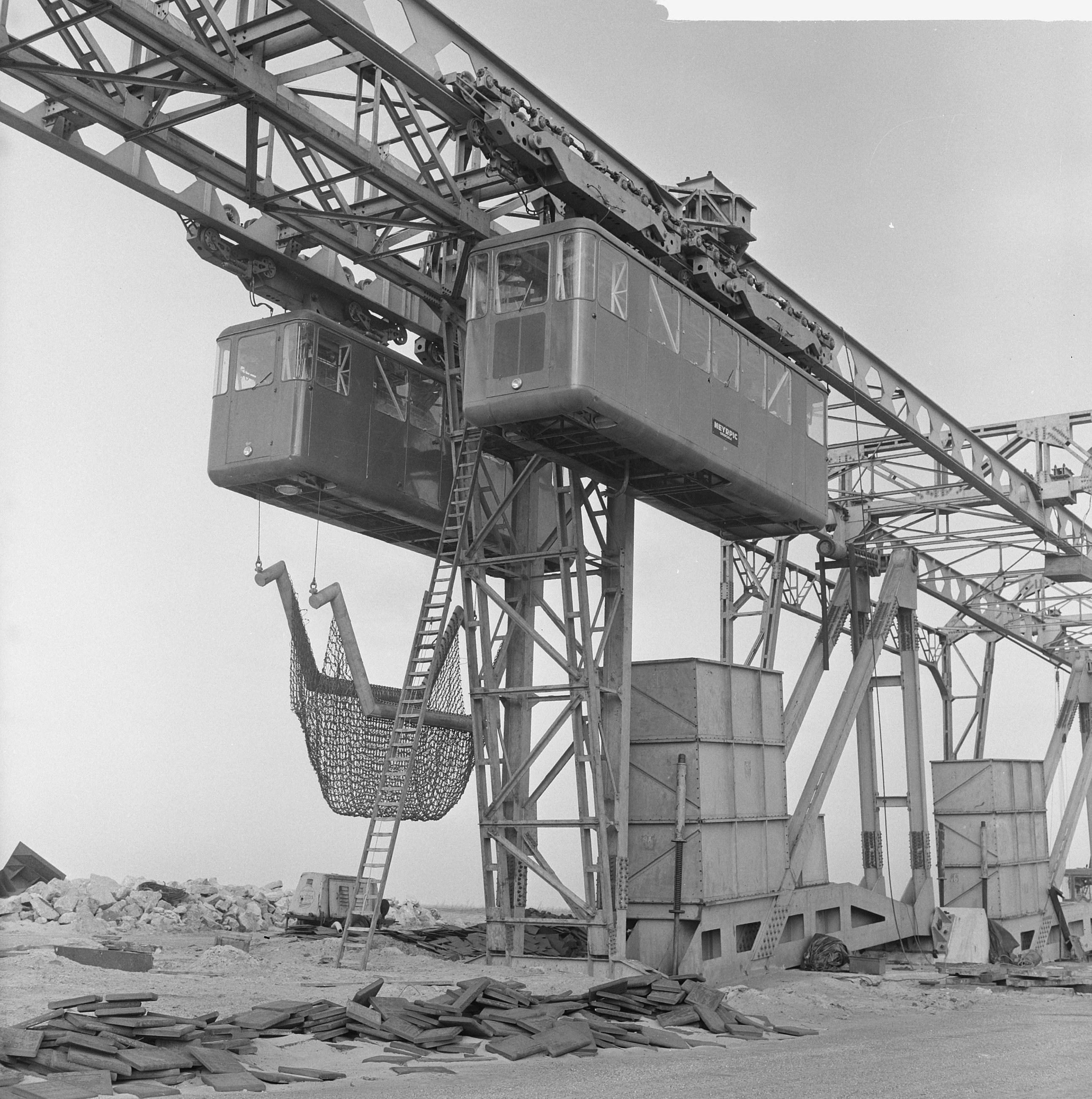
Afsluiting Grevelingendam. De gondels met netten.

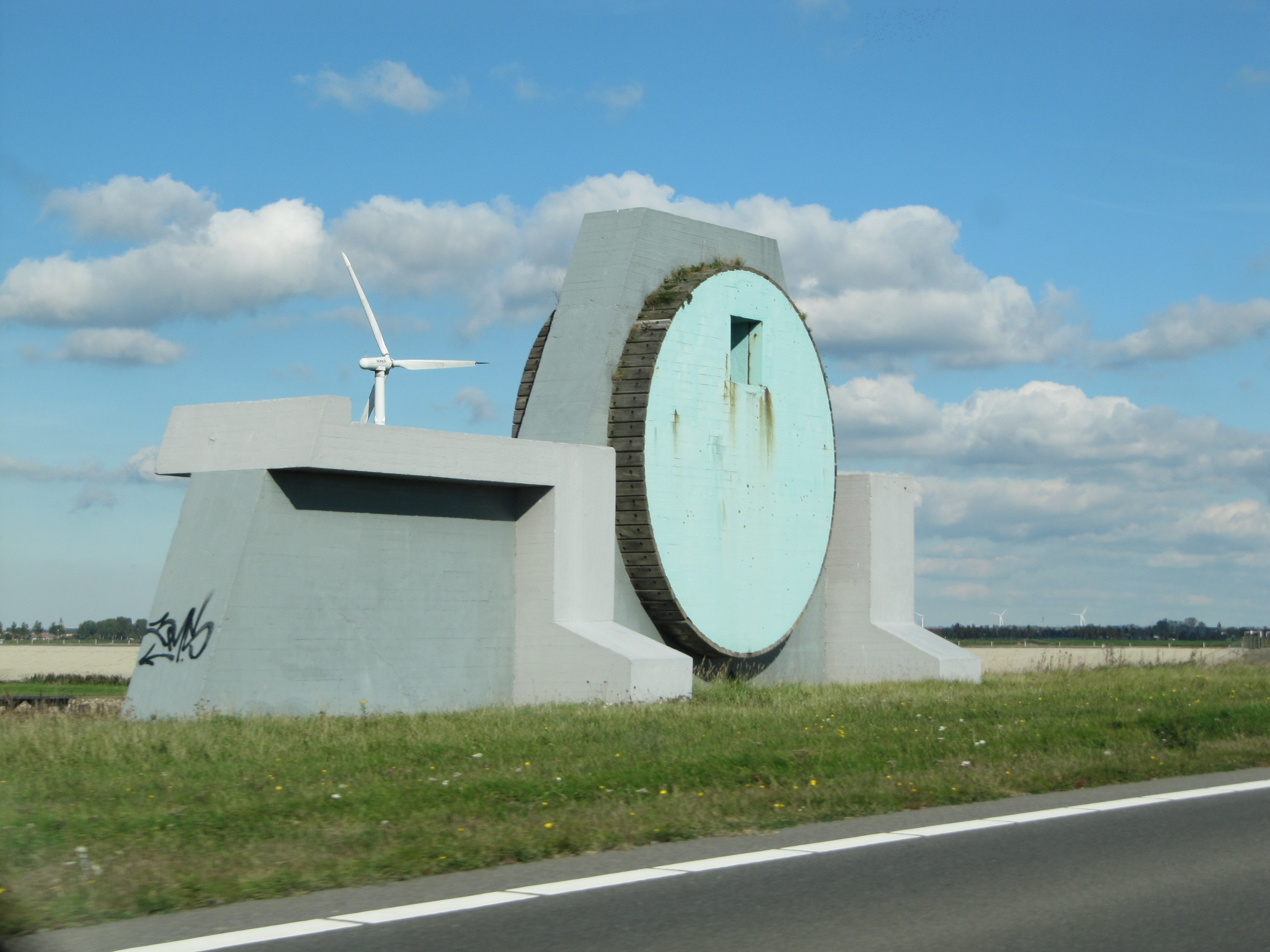
Ankerblok van de kabelbaan voor de aanleg van de Grevelingendam, mede ontworpen door Neyrpic. Het ankerblok is blijven staan als monument.

Neyrpic is in Nederland in 1962 ingeschakeld bij de aanleg van de Grevelingendam. Samen met Rijkswaterstaat ontwierp het bedrijf een onbemande kabelbaan voor het vervoer van steen en andere materialen om het zeegat te dichten. Voor dit soort werkzaamheden was nog nooit een kabelbaan gebruikt zodat in de praktijk moest worden bepaald wat de beste constructie was. In 1964 werd de kabelbaan in gebruik genomen. De constructiekosten bleken erg hoog en de capaciteit relatief gering. Dit kwam doordat het systeem van laden van de netten met breuksteen te veel tijd kostte. Bij latere sluitingen is daarom gebruik gemaakt van betonblokken, die sneller geladen en gelost konden worden. De hiervoor deels aangepaste kabelbanen zijn gebruikt bij de aanleg van andere dammen in het Deltagebied, zoals de Brouwersdam.